# Dải Las Vegas

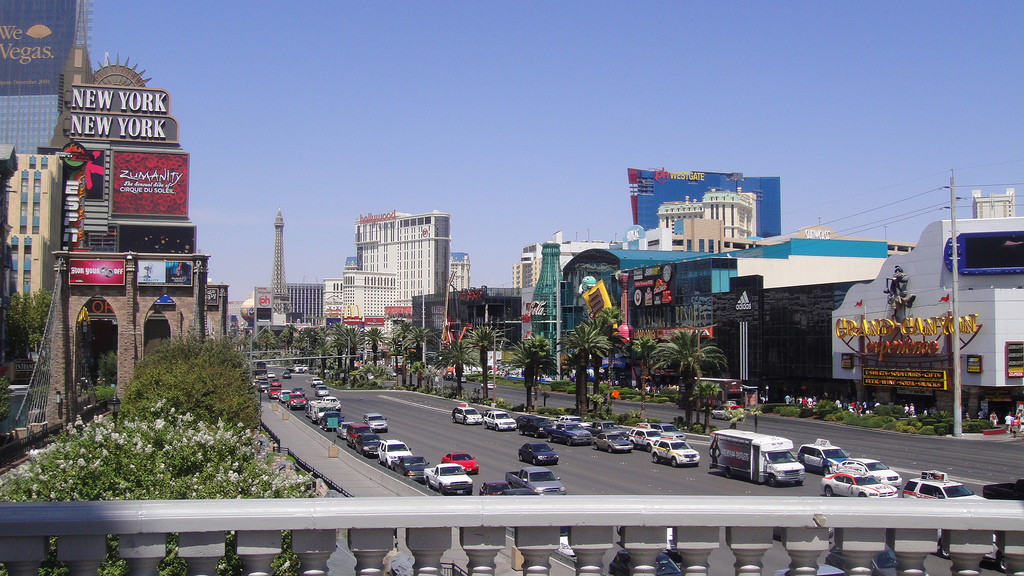
Quang cảnh cuối phía nam của Dải Las Vegas. Nhìn về hướng bắc từ Đường Tropicana.

Dải Las Vegas (Las Vegas Strip) là một đoạn đường dài khoảng 3,8 dặm Anh (6,1 km) thuộc Đại lộ Las Vegas Nam nằm trong Quận Clark, tiểu bang Nevada. Một phần nhỏ của Dải nằm trong thành phố Las Vegas, nhưng phần lớn (khoảng 96%) nằm trong các khu chưa hợp nhất là Paradise và Winchester. Phần lớn "Dải" được xếp loại là một Đường Toàn-Mỹ (All-American Road, tức là một con đường có nhiều cảnh quan đặc biệt liên quan đến văn hóa và đất nước Mỹ).
Nhiều bất động sản như khách sạn, sòng bạc và khu nghỉ dưỡng vui chơi của thế giới tọa lạc trên Dải Las Vegas nổi tiếng thế giới này. Mười chín trong số hai mươi lăm khách sạn lớn nhất thế giới, tính theo số lượng phòng, nằm trên Dải Las Vegas với tổng số trên 67.000 phòng.
Vài thập niên về trước, Đại lộ Las Vegas Nam được gọi là Xa lộ Arrowhead, hay Xa lộ Los Angeles. "Dải" là tên mà người ta cho rằng do một cảnh sát viên của thành phố Los Angeles tên Guy McAfee đặt theo tên của thị trấn quê nhà của ông, đó là Dải Sunset.
Một trong các khung cảnh dễ thấy nhất tượng trưng cho Dải Las Vegas là việc sử dụng kiểu kiến trúc ấn tượng. Sự hiện đại hóa các khách sạn, sòng bạc, nhà hàng và các khu nhà cao nằm trên Dải đã làm cho thành phố trở thành một trong những điểm đến ưa chuộng nhất của du khách.

## Ranh giới

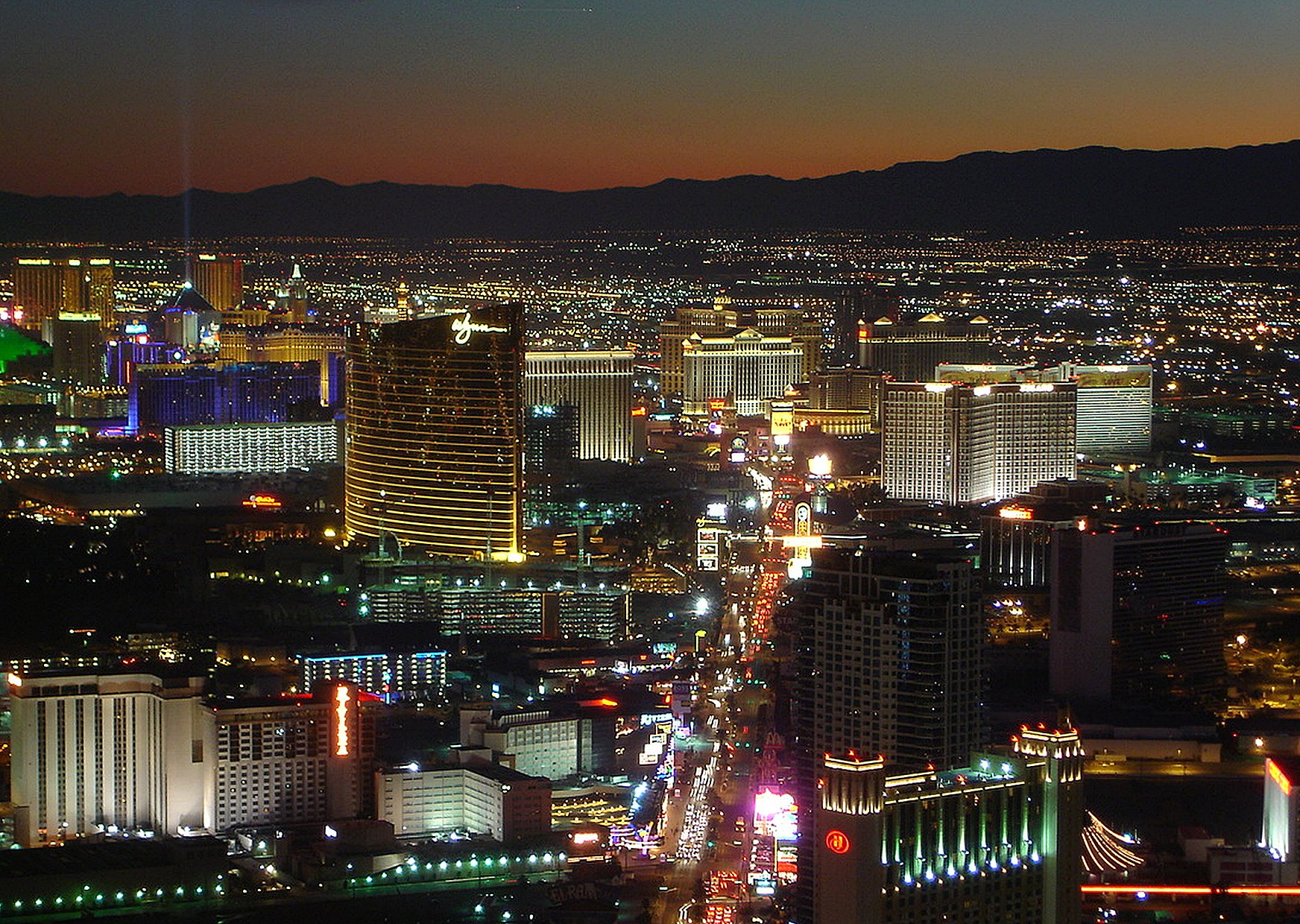
Dải nhìn về hướng nam từ tháp Stratosphere

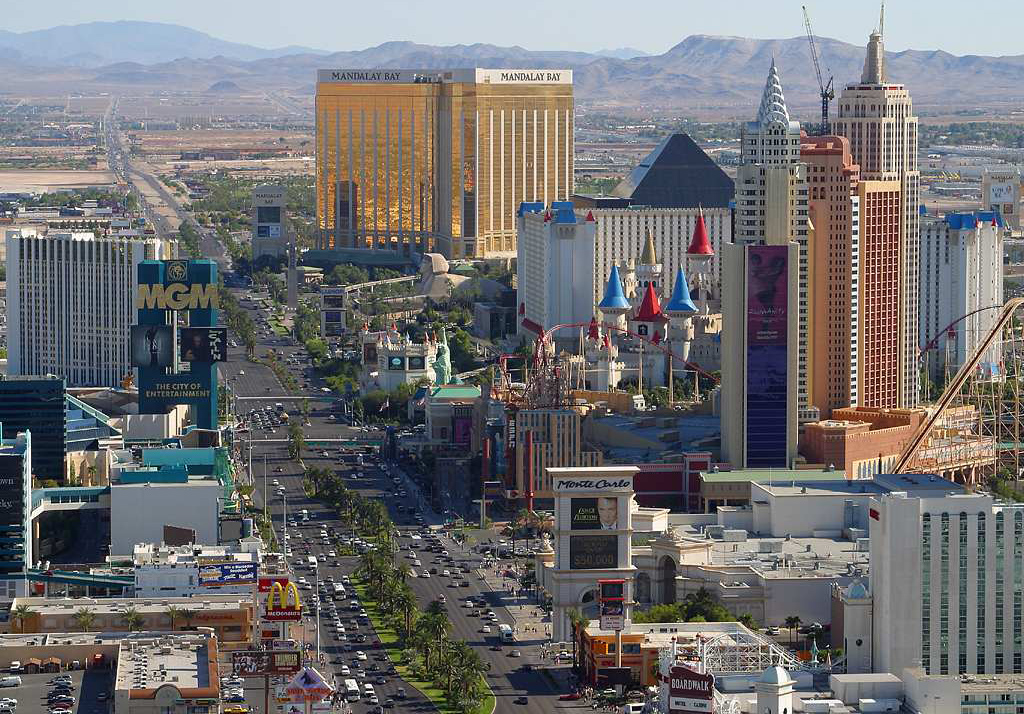
Dải Las Vegas ban ngày

Theo giải nghĩa đơn giản nhất, "dải" được dùng để chỉ một phần đặc biệt là Đại lộ Las Vegas, khoảng từ Đường Sahara đến Lộ Russell, một đoạn đường dài 4,1 dặm hay 6,6 km. Tuy nhiên, thuật từ này cũng thường được dùng không những để chỉ con đường mà còn được dùng để chỉ vô số các sòng bạc và khu nghỉ dưỡng vui chơi nằm dọc trên con đường này và thậm chí là các bất động sản không nằm trên con đường này nhưng nằm gần khu vực con đường. Một số cơ quan chính quyền như Ủy ban Giải trí Nevada (Nevada Gaming Commission) xếp các bất động sản này thuộc "Dải Las Vegas" vì mục đích lập báo cáo mặc dù các định nghĩa này có bao gồm các bất động sản nằm cách Đại lộ Las Vegas đến 1 dặm (1,6 km) hoặc xa hơn (thí dụ Khách sạn và Sòng bạc Hard Rock). Các thuật ngữ như Strip Area (khu vực dải), Resort Corridor (hành lang khu nghỉ dưỡng vui chơi) or Resort District (khu nghỉ dưỡng vui chơi) đôi khi được dùng để chỉ khu vực địa lý rộng lớn hơn.
Stratosphere, nằm cách phía bắc Đường Sahara khoảng 0,25 dặm, được xem là ranh giới phía bắc của dải. Ranh giới phía nam là Đường Tropicana nhưng việc xây dựng mở rộng đang tiến hành có thể làm cho ranh giới này rộng hơn ra đến Lộ Russell. Sòng bạc và Khu nghỉ dưỡng vui chơi Mandalay Bay nằm ngay phía bắc Lộ Russell.
Vì con số và độ rộng lớn của các khu nghỉ dưỡng vui chơi, Hành lanh Khu nghỉ dưỡng vui chơi (Resort Corridor) có thể rộng hơn. Xa lộ Liên tiểu bang 15 chạy gần như song song và cách Đại lộ Las Vegas khoảng từ 1 đến 2 dặm về phía tây. Đường Paradise cũng chạy song song như vậy nhưng nằm về phía đông và kết thúc tại Đường St. Louis, khu hướng đông. Phía đông của dải bị giới hạn bởi Phi trường Quốc tế McCarran nằm về hướng nam Đường Tropicana. Ở phía bắc của điểm này, Hành lang Khu nghỉ dưỡng vui chơi có thể xem là kéo dài xa đến tận Đường Paradise mặc dù một số người cho rằng Đường Koval đóng vai trò như một ranh giới bên ngoài. Xa lộ Liên tiểu bang 15 đôi khi được xem là rìa phía tây của Hành lang Khu nghỉ dưỡng vui chơi tính từ Xa lộ Liên tiểu bang 215 đến Đường Spring Mountain. Ở phía bắc, Đường Industrial được xem là rìa phía tây. Một số khu nghỉ dưỡng vui chơi như Khách sạn và Sòng bạc Rio và Khu nghỉ dưỡng vui chơi và Sòng bạc Palms thật sự nằm ở phía tây của Xa lộ Liên tiểu bang 15, vì vậy có thể nói rằng hành lang này có thể mở rộng về phía tây đến Đại lộ Valley View hay Đường Arville.

## Lịch sử
Sòng bạc đầu tiên được xây dựng trên Xa lộ 91 là Pair-o-Dice Club năm 1931, nhưng cái đầu tiên được xây dựng trên dải đất mà ngày nay gọi là Dải Las Vegas là El Rancho Vegas, mở cửa vào ngày 3 tháng 4 năm 1941, có 63 phòng. Sòng bạc trụ ở đó khoảng gần 20 năm trước khi bị lửa thiêu rụi vào năm 1960. Sự thành công của nó kéo theo một khách sạn thứ hai, đó là Khách sạn Last Frontier năm 1942. Khách sạn sòng bạc Flamingo mở cửa vài năm sau đó vào ngày 26 tháng 12 năm 1946.
Năm 1968, Kirk Kerkorian mua Flamingo và thuê Phó chủ tịch của "Sahara Hotels" là Alex Shoofey làm chủ tịch và Alex Shoofey dẫn theo 33 quan chức hành chánh cao cấp của Sahara. Flamingo được dùng để huấn luyện các nhân viên tương lai của "International Hotel" lúc đó đang được xây dựng. International Hotel khai trương năm 1969, có 1.512 phòng, trở thành khách sạn lớn nhất thế giới và khởi đầu thời đại của các khu nghỉ ngơi vui chơi hoàng tráng (mega-resorts). International hiện nay là Las Vegas Hilton.

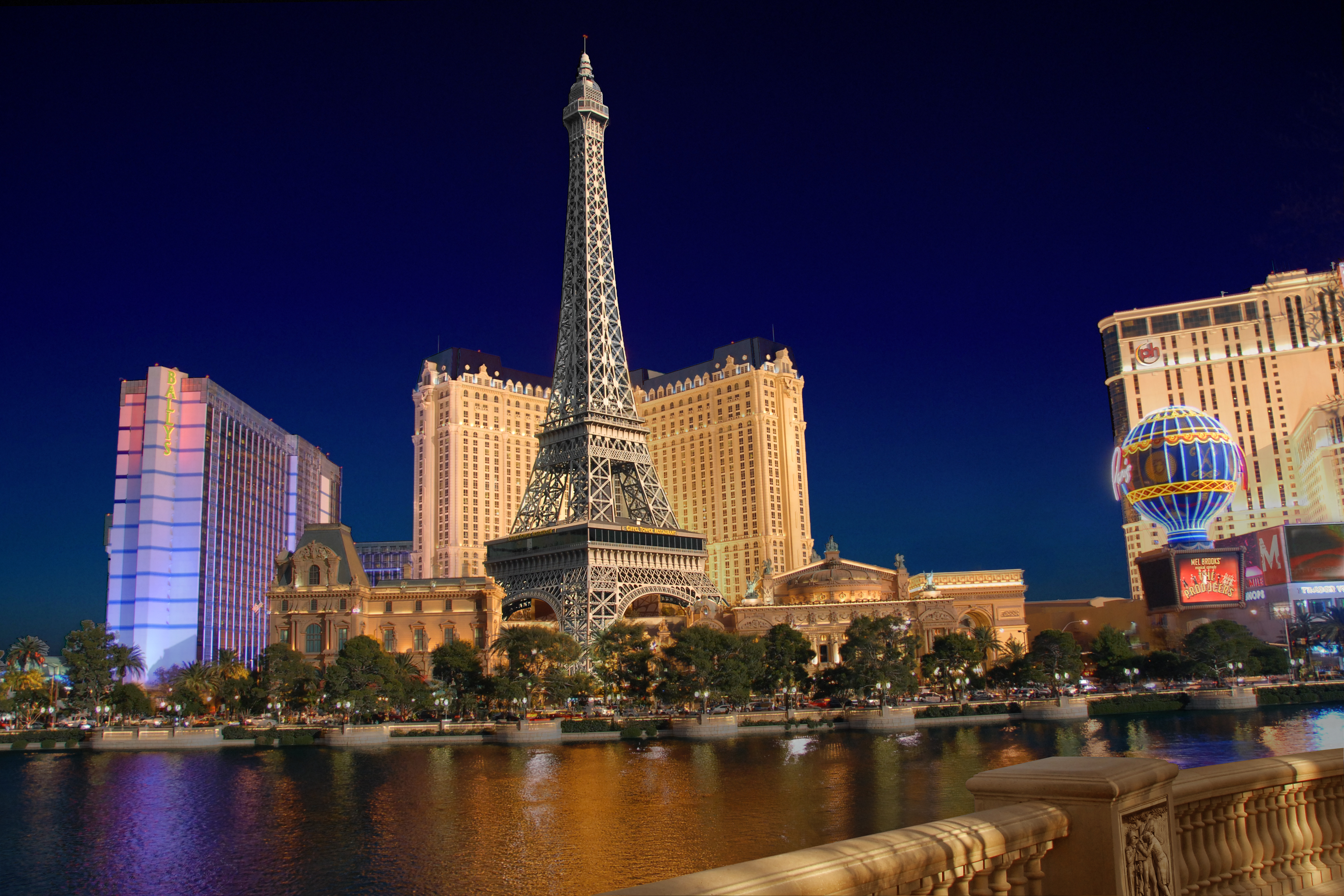
Khách sạn và sòng bạc Paris Las Vegas

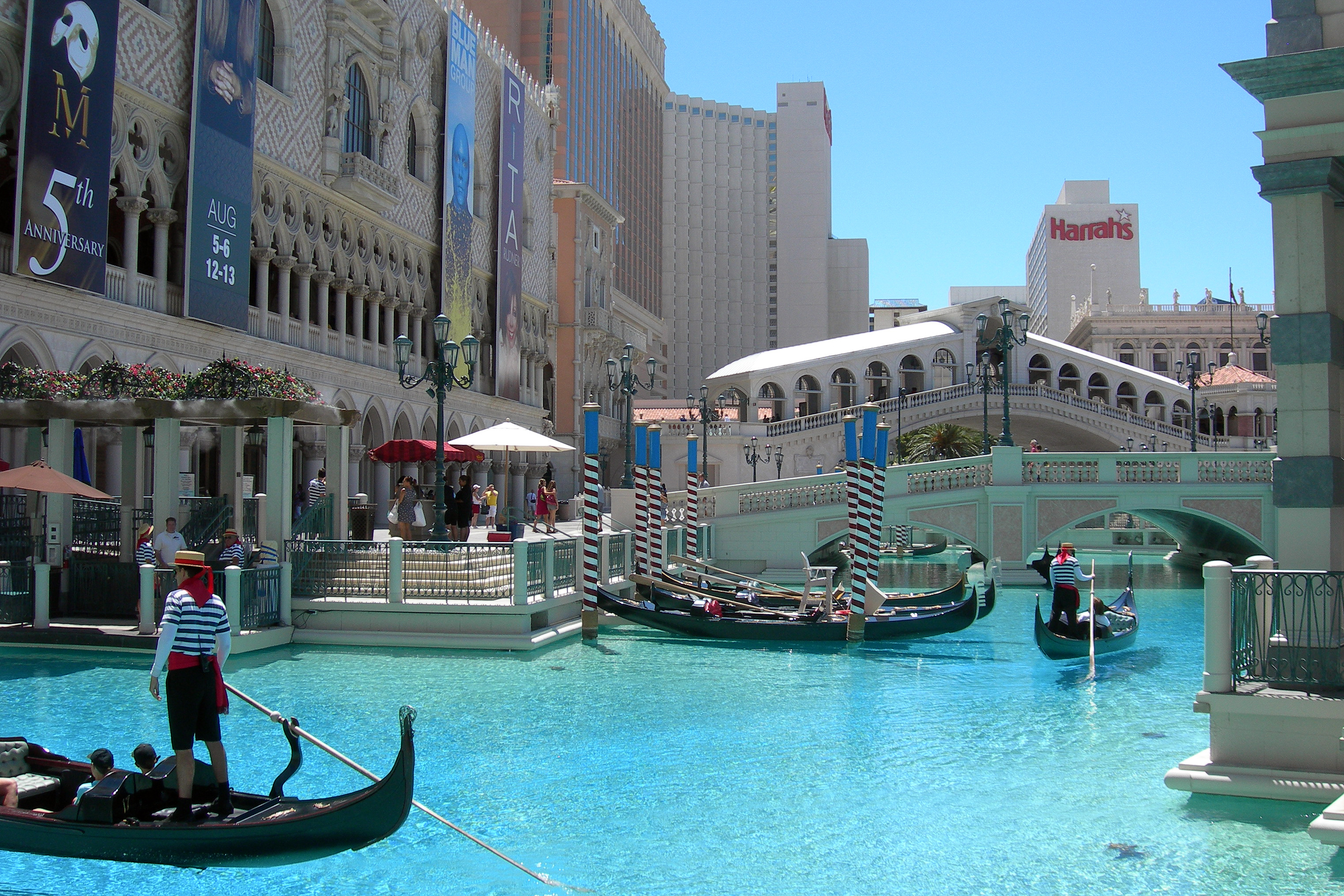
Trong khách sạn và sòng bạc The Venetian, phục dựng phong cảnh như tại Venice

Khách sạn sòng bạc MGM Grand đầu tiên với 2.084 phòng, cũng là một bất động sản thuộc Kerkorian, khai trương vào năm 1973. Vào lúc đó, nó là một trong số các khách sạn lớn nhất thế giới tính theo số phòng (Khách sạn Rossiya ở Moskva là khách sạn lớn hơn nó). Ngày 21 tháng 11 năm 1980, Khách sạn MGM Grand bị thiệt hại nặng vì hỏa hoạn tồi tệ nhất trong lịch sử Las Vegas. Trận hỏa hoạn giết chết 87 người vì bị chập điện. Nó được mở cửa trở lại 8 tháng sau đó. Năm 1986, Kerkorian bán MGM Grand cho Bally Manufacturing và nó được đổi tên thành Bally's Las Vegas.
Công viên nước Wet 'n Wild mở cửa năm 1985 và tọa lạc bên phía nam khách sạn Sahara. Công viên này đóng cửa vào cuối năm 2004 và sau đó bị san bằng.

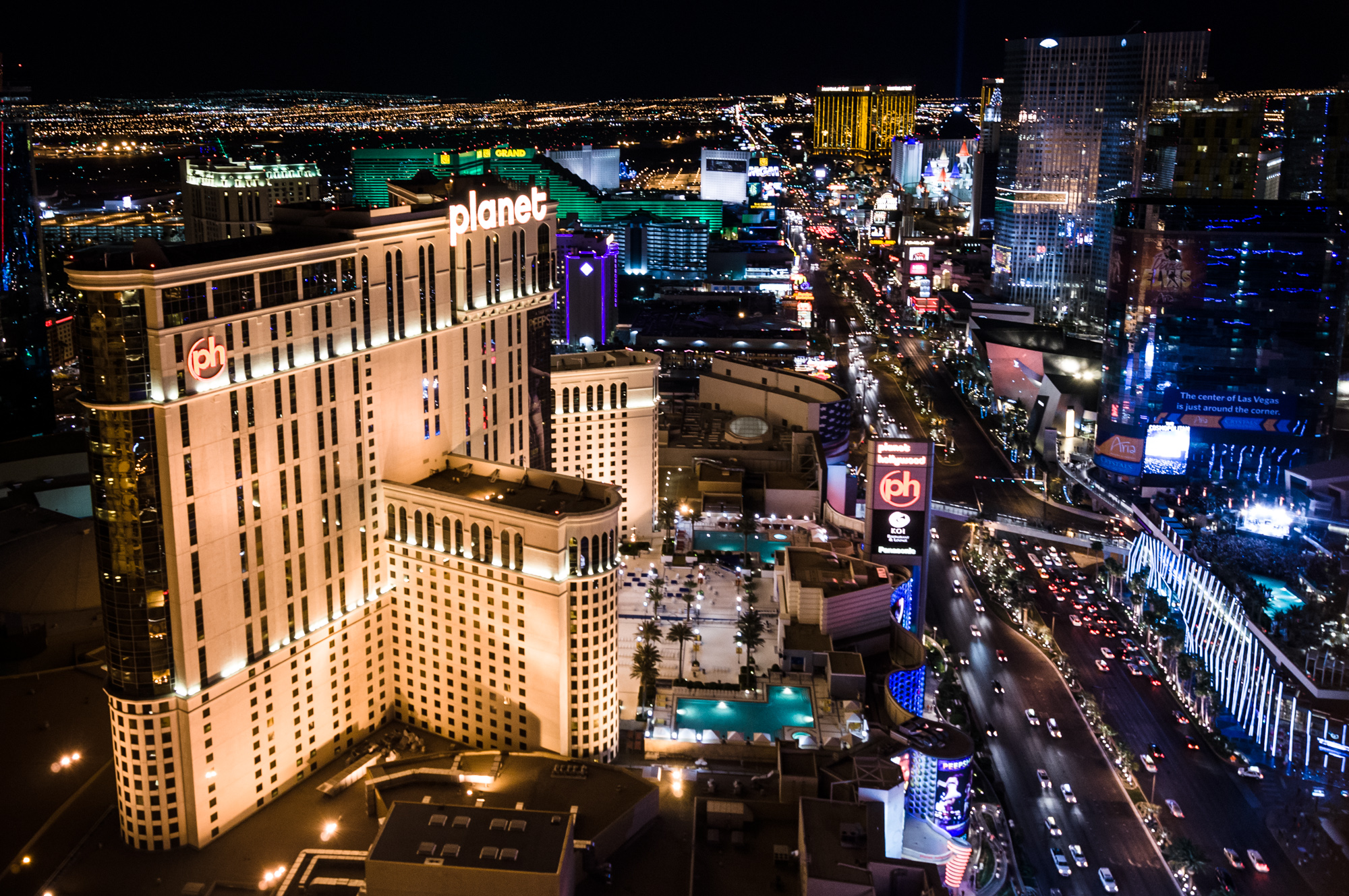
Dải Las Vegas về đêm với Khách sạn Planet Hollywood (năm 2012)

Việc khai trương Khách sạn sòng bài Mirage vào năm 1989 đã tạo ra một đẳng cấp mới đối với sự trải nghiệm của Las Vegas vì các khách sạn sòng bạc nhỏ hơn dần dần nhường đường cho các khu nghỉ dưỡng vui chơi hoành tráng hơn. Các cơ sở giải trí hoành tráng này mang đến nhiều sự chọn lựa về giải trí, ẩm thực cũng như nghỉ ngơi và hoạt động cờ bạc. Sự thay đổi này đã làm ảnh hưởng bất lợi cho các sòng bạc, khách sạn nhỏ hơn tuy từng nổi tiếng nhưng nay trở thành lịch sử, thí dụ như Khách sạn sòng bạc Dunes, Khách sạn Sands và Khách sạn Stardust.
Năm 1995, sau khi Dean Martin qua đời, đèn dọc theo dải được bật sáng lờ mờ để tỏ lòng kính trọng ông. Đèn cũng được bật sáng lờ mờ như vậy vào năm 1998 để vinh danh Frank Sinatra mới vừa qua đời. Năm 2005, Quận Clark đổi tên một đoạn Đường Industrial (phía nam Đường Twain) thành Đường Dean Martin, đó cũng là một cách để tỏ lòng tôn kính đối với người diễn viên, ca sĩ của nhóm Rat Pack lừng danh.
Khách sạn sòng bạc MGM Grand (hiện thời) khai trương năm 1993 có công viên vui chơi "Grand Adventures" nhưng công viên này đóng cửa năm 2000 vì ít người đến chơi. Tương tự Khách sạn sòng bạc "Treasure Island" đóng cửa phòng chơi điện tử của mình.
Các sòng bạc và khách sạn tại trung tâm thành phố Las Vegas bị thua lỗ nặng vì sự bùng nổ phát triển ở Dải Las Vegas. Họ phải đổ tiền vào để tái tạo bộ mặt của các sòng bạc, tăng cường thêm an ninh và những thú vui hấp dẫn khác, thí dụ như Fremont Street Experience và Neonopolis.
Ngoài các khu nghỉ dưỡng vui chơi, sòng bạc, khách sạn lớn, Dải Las Vegas còn là nơi có một số sòng bạc, nhà nghỉ, và các khu vui chơi hấp dẫn khác nhỏ hơn, thí dụ như M&M World, Adventuredome và Fashion Show Mall. Bắt đầu trong giữa thập niên 1990, dải đã trở thành một nơi đến để chào đón năm mới.
Năm 2004, MGM Mirage thông báo các kế hoạch xây dựng khu CityCenter, một dự án phức hợp trị giá 7 tỷ đô la, rộng 66 mẫu Anh (600,000 m²) trên khu đất của khách sạn Boardwalk và khu đất cạnh bên. Dự án sẽ gồm có khách sạn, sòng bạc, khu nhà phố, khu bán lẻ và cho nhiều mục đích khác nữa. Khi hoàn thành, CityCenter sẽ là một tòa nhà phức hợp lớn nhất thế giới. Việc xây dựng khởi sự vào tháng 4 năm 2006, và các thành phần ban đầu của dự án này được tin là sẽ hoàn thành vào năm 2009.
Năm 2006, Dải Las Vegas mất địa vị lâu năm của mình là trung tâm cờ bạc có doanh thu cao nhất thế giới. Nó tụt xuống hạng hai, đứng sau Macau.

## Dải Las Vegas ngày nay

### Giao thông

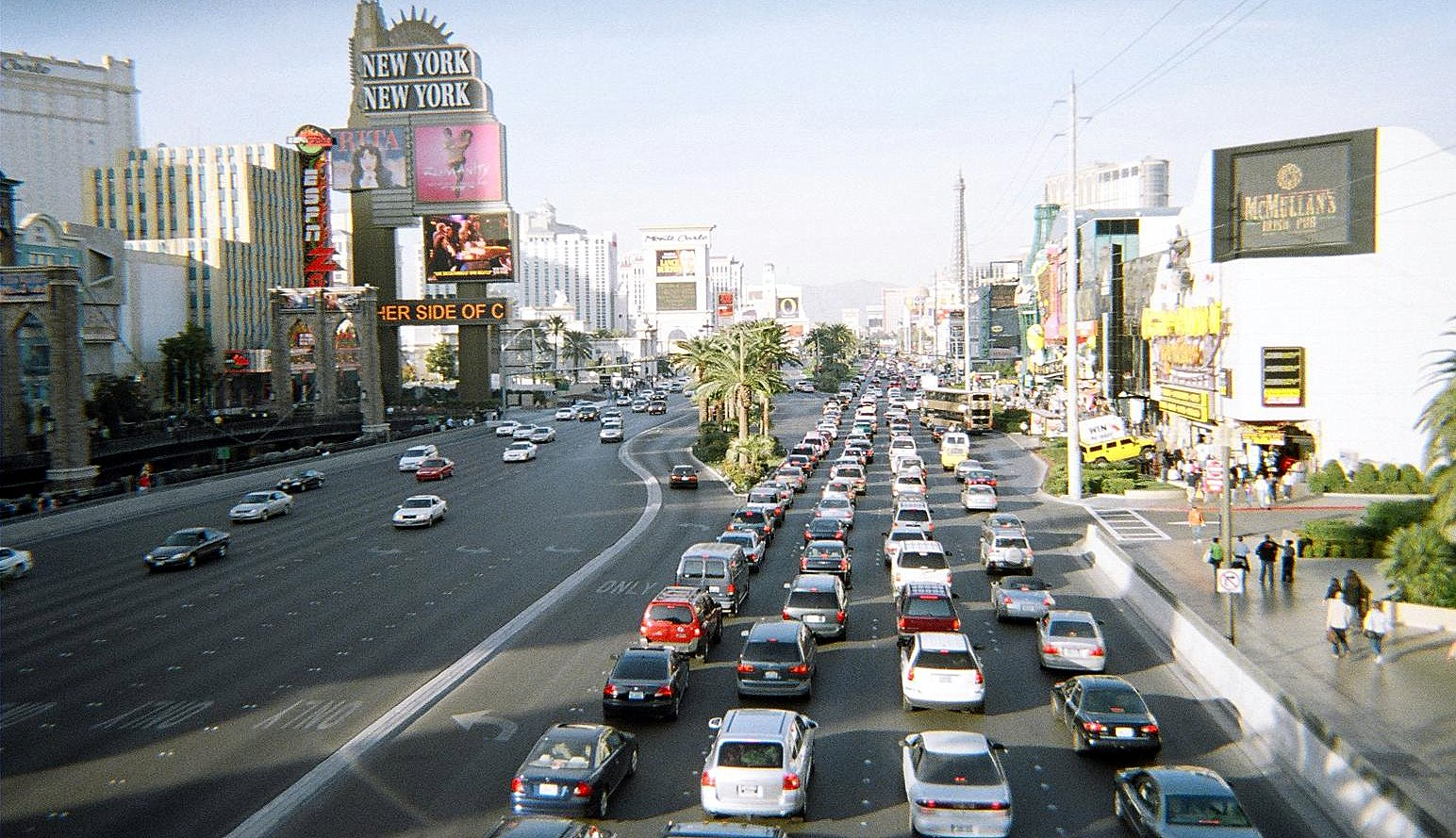
Lưu thông trên Đại lộ Las Vegas vào ban ngày

Tuy không di chuyển trên dải nhưng Las Vegas Monorail chạy trên phía đông của dải từ Đường Tropicana đến Đường Sahara.
Xe buýt "Citizens Area Transit" phục vụ dải bằng các xe buýt hai tầng gọi là The Deuce. The Deuce chạy giữa Trạm trung chuyển South Strip gần điểm phía nam của dải đến "Downtown Transportation Center" gần Fremont Street Experience. Các trạm dừng xe buýt ở gần mỗi sòng bạc.
Xe buýt điện phục vụ du khách chạy lên xuống dải và dừng ở nhiều nơi. Giá cước xe là 3 đô la cho mỗi chiều, không cần biết là bạn đi bao xa trên dải. Ngoài ra có vé cả ngày giá 7 đô la nhưng bạn phải đưa đúng số tiền phải trả. Xe buýt điện theo lịch trình một chuyến mỗi 15 phút.
Hai xe điện nhỏ hoạt động trên dải. Một chạy giữa hai khách sạn sòng bạc Treasure Island và The Mirage trong khi chiếc kia phục vụ du khách đến khu sòng bạc nghỉ dưỡng vui chơi Mandalay Bay, Luxor, và Excalibur.
Taxis chỉ dừng tại cổng khách sạn hoặc những nơi quy định, vì vậy nếu bạn dự định đến nơi nào đó thì phải hỏi thăm chỗ đó gần khách sạn nào nhất.

### Xe buýt con thoi miễn phí
Một số xe buýt con thoi có quy định yêu cầu xem chìa khóa phòng khách sạn của một sòng bạc thành viên. Việc thực thi các quy định như thế có thể thay đổi khác nhau.
- Giữa Harrah và Rio cứ khoảng một chuyến mỗi 30 phút.
- Giữa Sam's Town và Bill's Gamblin' Hall, Harrah, Riviera, và Tropicana khoảng mỗi 1 tiếng rưỡi.
- Giữa Caesars Palace và Rio, cứ khoảng mỗi 30 phút.
- Giữa Paris/Bally và Rio, cứ khoảng mỗi 30 phút.
- Giữa Hard Rock và MGM Grand, rời Hard Rock cứ mỗi 30 phút.
- Giữa South Point và Mandalay Bay, cứ mỗi 30 phút (nay không còn phục vụ.)
- Giữa Treasure Island và The Mirage. Xe điện trần chạy cứ mỗi 10 phút.

### Đi bộ dạo quanh

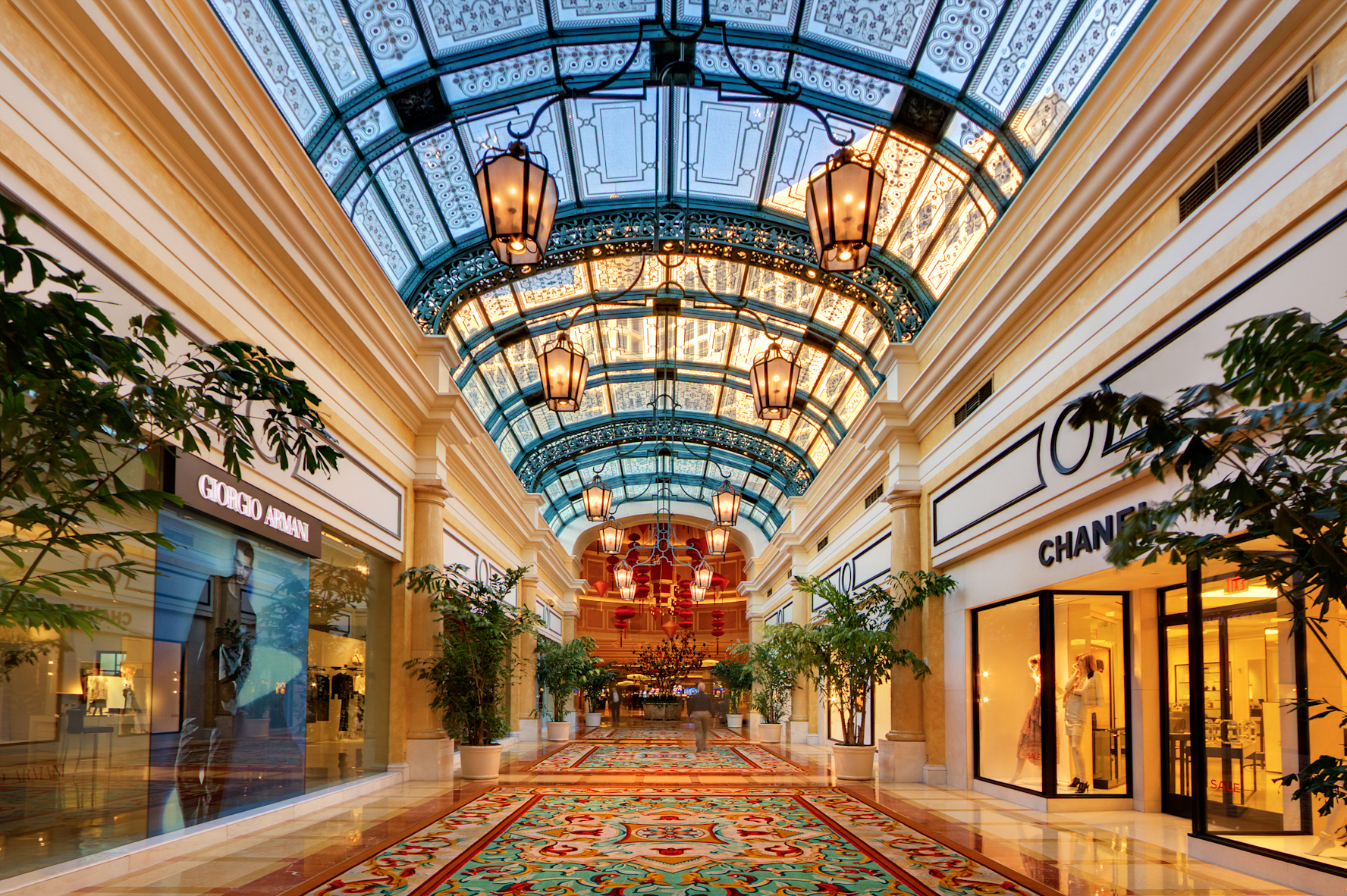
Khu mua sắm trong Bellagio casino

Một số khách sạn đã cố gắng tạo cho đường phố trở nên thêm tiện lợi hơn cho người đi bộ. Các sòng bạc mới thiết kế hình dáng bên ngoài của chúng trông thật hấp dẫn để lôi cuốn khách du lịch đi bộ - thí dụ như chương trình nhạc nước trước khách sạn sòng bạc Bellagio, chương trình biểu diễn núi lửa tại The Mirage, chương trình biểu diễn cướp biển và các người cá (Sirens of TI pirate show) tại Treasure Island. Khách tham quan thường tụ tập trên các vỉa hè phía trước các sòng bạc để xem các chương trình biểu diễn này.
Để giảm thiểu các vấn đề do lưu thông gây ra tại các ngã tư đông người, một số cầu vượt bộ hành được bắc ngang phía cao khỏi đầu để giúp khách bộ hành vượt qua các ngã tư an toàn. Các cầu vượt bộ hành Tropicana - Đại lộ Las Vegas là những cầu vượt đầu tiên được xây dựng. Vì sự thành công của chúng nên có rất nhiều cầu vượt bộ hành khác cũng được bắc trên Đại lộ Las Vegas tại ngã tự Lộ Flamingo; giữa The Mirage/Treasure Island và The Venetian; tại Đại lộ Las Vegas Boulevard-Spring Mountain và ngã tự Đường Sands nối liên Wynn với Fashion Show Mall và The Palazzo; và cầu vượt bộ hành mới xây nhất nối liền Planet Hollywood với CityCenter.

## Vị trí các khách sạn chính
Danh sách đầy đủ các khách sạn trên Dải Las Vegas ở bài Danh sách các khách sạn của Dải Las Vegas.

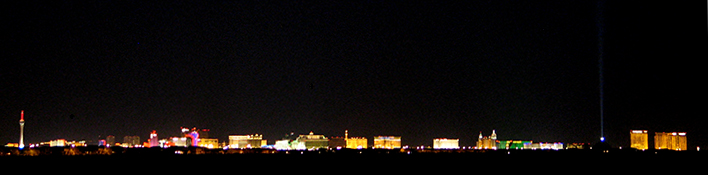
Quang cảnh đêm của Dải Las Vegas từ Xa lộ Liên tiểu bang 215 (từ trái sang phải là hướng bắc đến hướng nam)

| Về hướng bắc đến Phố Fremont                                                       | Về hướng bắc đến Phố Fremont                                                     | Về hướng bắc đến Phố Fremont |
| ---------------------------------------------------------------------------------- | -------------------------------------------------------------------------------- | ---------------------------- |
|                                                                                    | ↑                                                                                |                              |
| Stratosphere                                                                       |                                                                                  |                              |
|                                                                                    |                                                                                  |                              |
|                                                                                    |                                                                                  |                              |
|                                                                                    |                                                                                  |                              |
|                                                                                    |                                                                                  |                              |
|                                                                                    |                                                                                  |                              |
|                                                                                    |                                                                                  |                              |
| W. Sahara Avenue                                                                   | E. Sahara Avenue                                                                 |                              |
| Hilton Grand Vacations Circus Circus Hotel Resorts World Las Vegas (đang xây dựng) | SLS Las Vegas (khai trương 2014; trước đó đến năm 2011 là Sahara Hotel & Casino) |                              |
| Hilton Grand Vacations Circus Circus Hotel Resorts World Las Vegas (đang xây dựng) | The Drew (tạm ngừng xây dựng)                                                    |                              |
| Hilton Grand Vacations Circus Circus Hotel Resorts World Las Vegas (đang xây dựng) | Riviera                                                                          |                              |
|                                                                                    |                                                                                  |                              |
| E. Desert Inn Road                                                                 | E. Desert Inn Road                                                               |                              |
| Trump Hotel                                                                        |                                                                                  |                              |
| Encore                                                                             |                                                                                  |                              |
| Fashion Show Mall (Khu mua sắm)                                                    |                                                                                  |                              |
|                                                                                    | Wynn Las Vegas                                                                   |                              |
| Spring Mountain Road                                                               | Sands Avenue                                                                     |                              |
| Treasure Island                                                                    | The Palazzo                                                                      |                              |
| Treasure Island                                                                    | The Venetian                                                                     |                              |
| The Mirage                                                                         | Casino Royale                                                                    |                              |
| The Mirage                                                                         | Harrah’s                                                                         |                              |
| The Mirage                                                                         | The Linq                                                                         |                              |
| Caesars Palace                                                                     | Flamingo                                                                         |                              |
| Caesars Palace                                                                     | The Cromwell Las Vegas (đến năm 2013 là Bill's Gamblin' Hall)                    |                              |
| E. Flamingo Road                                                                   | E. Flamingo Road                                                                 |                              |
| Bellagio The Cosmopolitan                                                          | Bally’s Las Vegas                                                                |                              |
| Bellagio The Cosmopolitan                                                          | Paris                                                                            |                              |
|                                                                                    | Planet Hollywood                                                                 |                              |
| W. Harmon Avenue                                                                   | E. Harmon Avenue                                                                 |                              |
| CityCenter: Mandarin Oriental, Aria, Vdara                                         | Travelodge                                                                       |                              |
| Park MGM                                                                           |                                                                                  |                              |
| Rue de Monte Carlo                                                                 | Rue de Monte Carlo                                                               |                              |
| New York-New York                                                                  | The Signature at MGM Grand MGM Grand                                             |                              |
| W. Tropicana Avenue                                                                | E. Tropicana Avenue                                                              |                              |
| Excalibur                                                                          | Tropicana                                                                        |                              |
| E. Reno Road                                                                       | E. Reno Road                                                                     |                              |
| Luxor                                                                              |                                                                                  |                              |
| W. Hacienda Avenue                                                                 | E. Hacienda Avenue                                                               |                              |
| Mandalay Bay THEhotel at Mandalay Bay Four Seasons (trong Mandalay Bay Hotel)      |                                                                                  |                              |
| Russell Road                                                                       |                                                                                  |                              |
|                                                                                    | ↓                                                                                |                              |

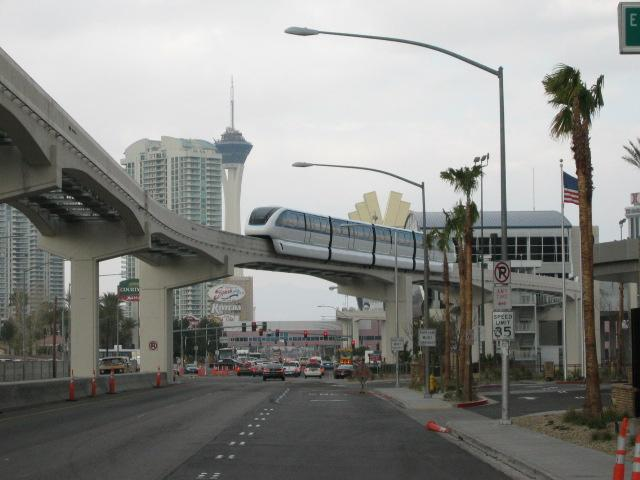
Las Vegas Monorail vào trạm Las Vegas Convention Center tại Paradise.

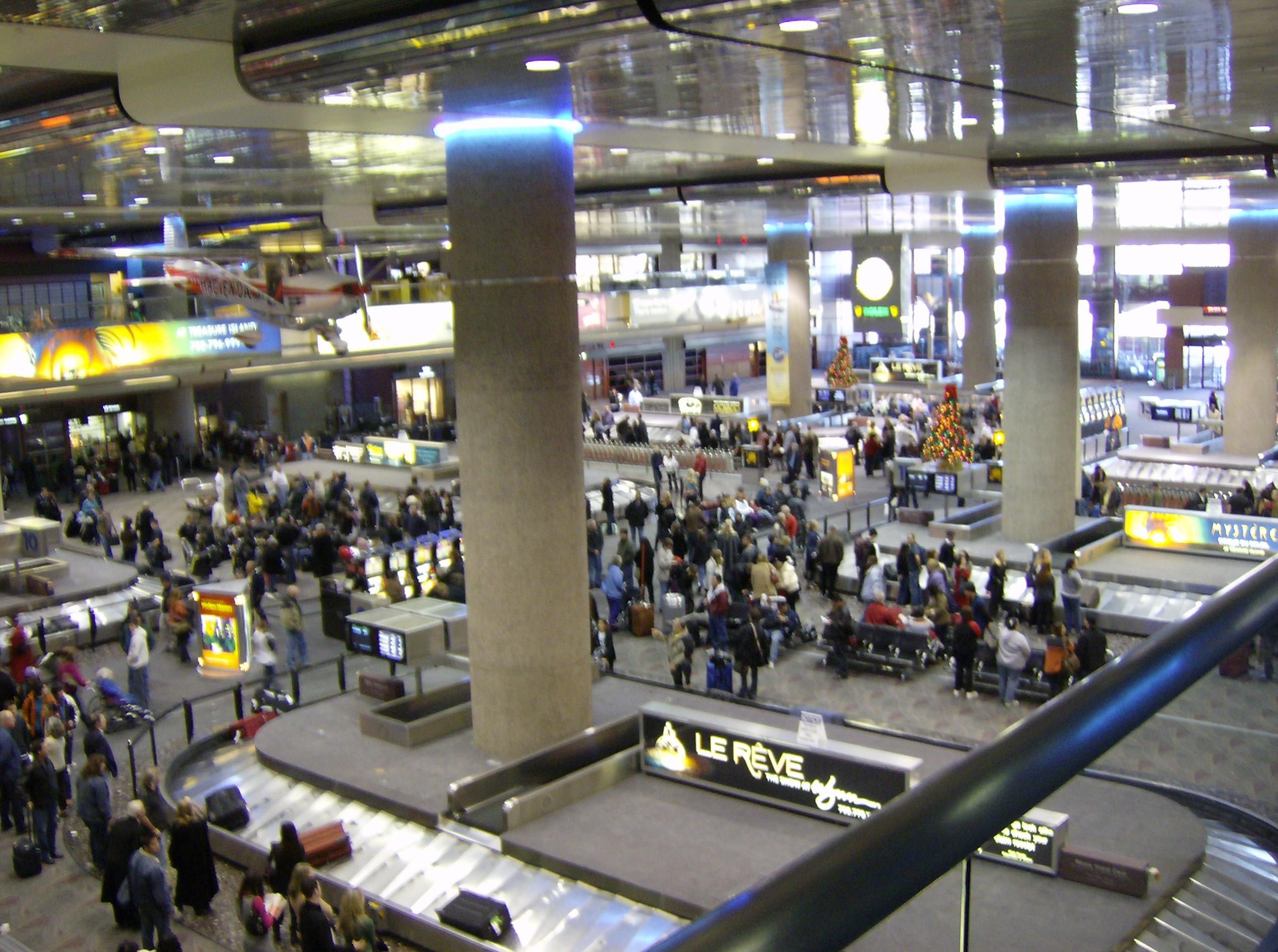
Phi trường Quốc tế McCarran

| Về phía nam đến Xa lộ Liên tiểu bang 215 đến Phi trường Quốc tế McCarran           |                                                                                  |                              |

## Những nơi mua sắm hấp dẫn
| Tên                                                  | Mô tả |
| ---------------------------------------------------- | --- |
| Bonanza Gift Store 2440 Las Vegas Boulevard South    | cửa hàng quà tặng lớn nhất thế giới, cửa hàng cung cấp văn hóa bình dân Las Vegas                                           |
| Fashion Show Mall 3200 Las Vegas Boulevard South     | Cạnh bên Treasure Island và đối diện Wynn Las Vegas.                                                                        |
| Grand Canal Shoppes 3355 Las Vegas Boulevard South   | Một con kênh, với những chiếc thuyền và người lái thuyền ca hát, uốn khúc quanh co dọc theo phía mặt tiền của các cửa hàng. |
| Miracle Mile 3667 Las Vegas Boulevard South          | Một phần thuộc khách sạn Planet Hollywood.                                                                                  |
| The Forum Shops at Caesars Las Vegas Boulevard South | |

## Giải trí

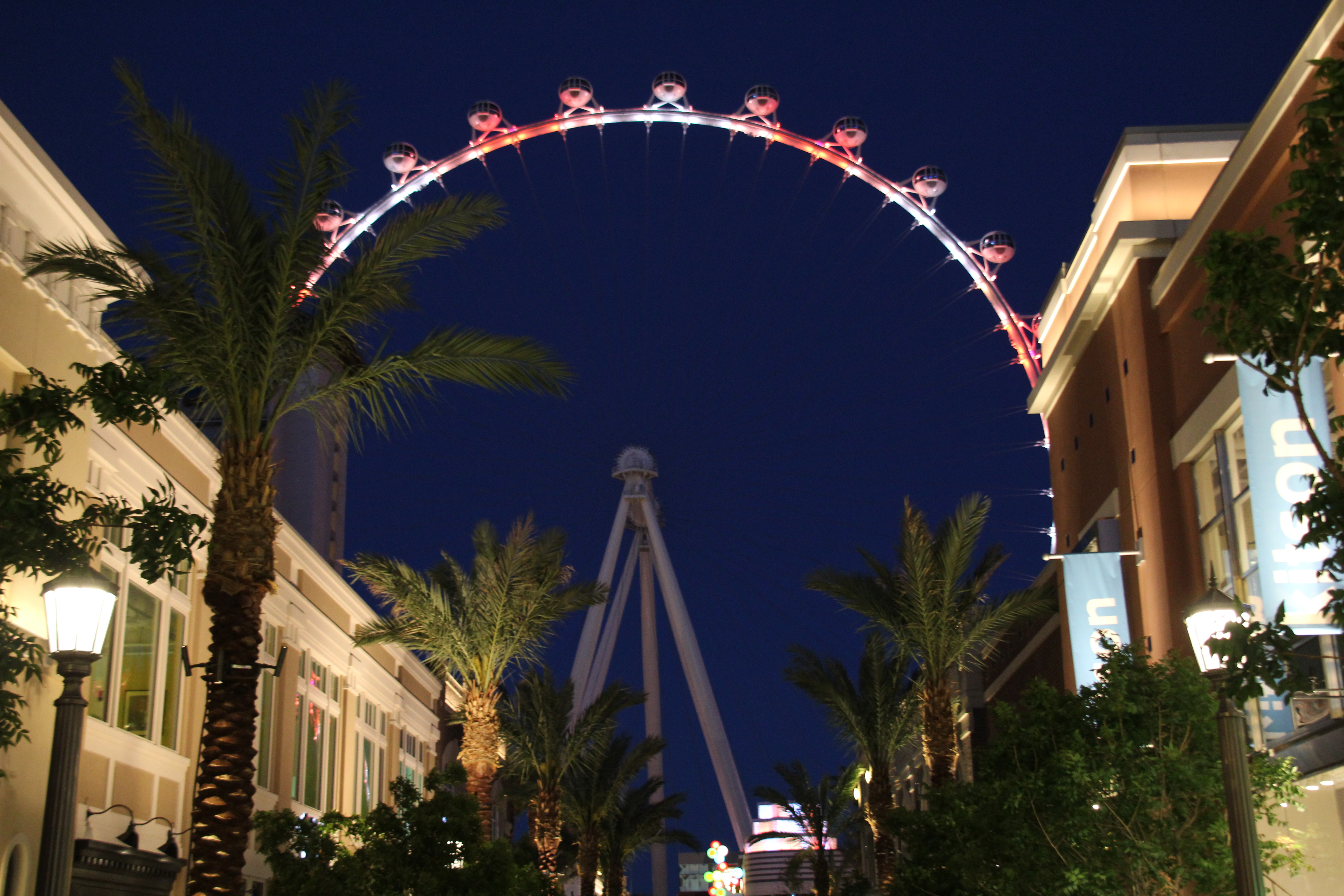
The High Roller, vòng đu quay cao nhất thế giới hiện nay, với 167m

Đa số các nơi hấp dẫn du khách và các chương trình biểu diễn trên Dải nằm trên các phần đất của các khách sạn sòng bạc. Trong số những nơi hấp dẫn và miễn phí được nhiều người ưa chuộng và dễ xem nhất trên dải gồm có nhạc nước tại Bellagio, chương trình biểu diễn cướp biển và các người cá (Sirens of TI pirate show) tại Treasure Island, núi lửa tại The Mirage hay sự sụp đổ của Lục địa Atlantis và tại Caesars Palace. MGM Grand có chuồng sư tử bằng kính nằm bên trong khu sòng bạc mà mỗi ngày có đến 6 sư tử tham gia vào các buổi biểu diễn.

## Rạp chiếu phim
Rạp chiếu phim duy nhất nằm trên dải là một rạp có 10 phòng chiếu, mở cửa vào năm 1997, do Regal Entertainment Group điều hành.

## Giao thông
Phi trường Quốc tế McCarran phục vụ các chuyến bay thương mại vào thung lũng Las Vegas. Phi trường cũng phục vụ các phi cơ cá nhân, các chuyến bay chở khách quốc tế và nội địa, các chuyến bay chở hàng. Các phi trường khác trong vùng còn có Phi trường North Las Vegas và các phi trường nhỏ khác.
Có hai tuyến xe buýt bắt đầu từ trung tâm thành phố Las Vegas với giá từ miễn phí đến 50 xu, tùy theo độ tuổi và khuyến tật. Xe buýt CAT (Citizens Area Transit) là phương tiện giao thông công cộng phổ biến phục vụ người dân địa phương và du khách với nhiều tuyến đường chạy khắp Las Vegas, Henderson, North Las Vegas và các khu vực ngoại ô của thung lũng.
Las Vegas Monorail chạy từ Khách sạn MGM Grand ở cuối phía nam của dải đến Khách sạn sòng bạc Sahara ở đầu phía bắc của dải.
Trước năm 1997, Hệ thống xe lửa Amtrak có tuyến đường đi ngang qua Las Vegas nhưng sau đó tuyến đường này bị thay thế bằng dịch vụ xe buýt Thruway Motorcoach cũng của Amtrak làm chủ. Các kế hoạch nhằm tái phục hồi tuyến đường xe lửa Amtrak đi từ Los Angeles đến Las Vegas đã được bàn đến nhưng việc thực hiện vẫn chưa có. Trạm xe lửa Las Vegas Amtrak nằm ở Khách sạn Plaza. Nó rất đặc biệt vì từng là một trạm xe lửa duy nhất nằm bên trong một sòng bạc.
Hai xa lộ tốc hành chính là: Xa lộ Liên tiểu bang 15 và Xa lộ Liên tiểu bang 515/Quốc lộ Hoa Kỳ 95 cắt ngang trung tâm thành phố Las Vegas. Xa lộ liên tiểu bang 15 nối Las Vegas đến Los Angeles và San Diego, California, và hướng về phía đông bắc đến Salt Lake City, Utah. Xa lộ Liên tiểu bang 515 đi về đông nam đến Henderson, rồi từ đó Quốc lộ Hoa Kỳ 93 tiếp tục đi về Đập Hoover về phía Phoenix, Arizona. Quốc lộ Hoa Kỳ 95 nối thành phố đến tây bắc Nevada trong đó có Thành phố Carson và Reno. Quốc lộ Hoa Kỳ 93 tách khỏi Xa lộ Liên tiểu bang 15 ở đông bắc Las Vegas và đi về hướng bắc ngang qua phần phía đông của tiểu bang Nevada, phục vụ Ely và Wells. Quốc lộ Hoa Kỳ 95 hướng về phía nam từ Quốc lộ Hoa Kỳ 93 gần Henderson xuyên qua vùng viễn đông California.